# Discografia di Franco Battiato
Di seguito viene riportata la discografia del cantautore italiano Franco Battiato.

## Album in studio
- 1972 – Fetus (Bla Bla)
- 1973 – Pollution (Bla Bla) - numero 19[1]
- 1973 – Sulle corde di Aries (Bla Bla)
- 1974 – Clic (Bla Bla)
- 1975 – M.elle le "Gladiator" (Bla Bla)
- 1977 – Battiato (Dischi Ricordi)
- 1978 – Juke Box (Dischi Ricordi)
- 1978 – L'Egitto prima delle sabbie (Dischi Ricordi)
- 1979 – L'era del cinghiale bianco (EMI Italiana)
- 1980 – Patriots (EMI Italiana)
- 1981 – La voce del padrone (EMI Italiana) - numero 1[1]
- 1982 – L'arca di Noè (EMI Italiana) - numero 1[1]
- 1983 – Orizzonti perduti (EMI Italiana) - numero 7[1]
- 1985 – Mondi lontanissimi (EMI Italiana) - numero 3[1]
- 1988 – Fisiognomica (EMI Italiana) - numero 1[1]
- 1991 – Come un cammello in una grondaia (EMI Italiana) - numero 10[1]
- 1993 – Caffè de la Paix (EMI Italiana) - numero 3[1]
- 1995 – L'ombrello e la macchina da cucire (EMI Italiana) - numero 12[1]
- 1996 – L'imboscata (Mercury Records) - numero 2[1]
- 1998 – Gommalacca (Mercury Records) - numero 1[1]
- 1999 – Fleurs (cover + inediti) (Mercury Records) - numero 5[1]
- 2001 – Ferro battuto (Sony Music) - numero 2[1]
- 2002 – Fleurs 3 (cover + inedito) (Sony Music) - numero 1[1]
- 2004 – Dieci stratagemmi (Sony Music) - numero 1[1]
- 2007 – Il vuoto (Universal Music) - numero 1[1]
- 2008 – Fleurs 2 (cover + inedito) (Universal Music) - numero 4[1]
- 2009 – Inneres Auge (nuove versioni + cover + inediti) (Universal Music) - numero 5[1]
- 2012 – Apriti sesamo (Universal Music) - numero 1[1]
- 2014 – Joe Patti's Experimental Group (Universal Music) - numero 6[1]
- 2019 – Torneremo ancora (nuove versioni + inedito) (Sony Music) - numero 2[2]

### Album in inglese
- 1985 – Echoes of Sufi Dances (EMI Italiana)
- 1999 – Foetus (VM 2000) – registrato nel 1974

## Album dal vivo
- 1989 – Giubbe rosse (con inediti) (EMI Italiana) - numero 11[1]
- 1994 – Unprotected (EMI Italiana)
- 1995 – Live '75 (con il gruppo Telaio Magnetico) (Musicando/Black Sweat Records)
- 2003 – Last Summer Dance (Sony Music) - numero 9[1]
- 2005 – Un soffio al cuore di natura elettrica (Sony Music) - numero 24[1]
- 2007 – Niente è come sembra (Bompiani)
- 2013 – Del suo veloce volo (con Antony and the Johnsons) (Universal Music) - numero 7[1]
- 2016 – Live in Roma (con Alice) (Universal Music) - numero 8[1]

## Opere
- 1987 – Genesi (Fonit Cetra) - numero 22[1]
- 1992 – Gilgamesh (EMI Classics)
- 1994 – Messa arcaica (EMI Classics)
- 1994 – Il cavaliere dell'intelletto (inedita)
- 2011 – Telesio (Sony Classical)

### Incompiute
- 1993 – Ascesa e caduta di Troia
- 1999 – Babilonia

## Colonne sonore
- 1990 – Benvenuto Cellini. Una vita scellerata (EMI Italiana) – sceneggiato di Giacomo Battiato
- 1992 – Plantage Allee (con Rens Machielse) (EMI) – serie TV olandese di Guido Pieters
- 2000 – Campi magnetici (Sony Classical) – balletto; regia di Paco Decina
- 2003 – Perdutoamor (Sony Music) – raccolta di canzoni di Battiato e altri artisti; i brani musicali composti per il film sono inediti

### Inedite

#### Teatro
- 1977 – Baby Sitter – di Franco Battiato e Peppo Delconte
- 1978 – Principia musica
- 1981 – Cinema Astra – di Franco Battiato, Mariella Fumagalli e Maurizio Piazza
- 1981 – Famiglia Horror – di Antonio Sixty
- 1982 – Kappa – di Gian Marco Montesano
- 1983 – Quello Stolfo da Ferrara – di Velia Mantegazza
- 1985 – Barbablù – di Velia Mantegazza
- 1985 – Il viaggio di Astolfo – di Velia Mantegazza
- 1989 – Campo di battaglia: il cuore umano – di Camilla Migliori
- 1990 – Empedocle – di Melo Freni
- 1990 – I persiani di Eschilo – di Mario Martone
- 1991 – Il giorno della civetta – di Giancarlo Sbragia
- 1995 – Il girifalco dell'harem – di Giorgio Albertazzi
- 1996 – Cantata per la festa dei bambini morti di mafia – di Geppy Gleijeses
- 1996 – Ventitré e venti – di Carlo Quartucci
- 1998 – Gli Schopenhauer – di Franco Battiato e Manlio Sgalambro
- 2001 – I Navigli, la nostalgia, il sogno – di Melo Freni
- 2008 – La Costituzione in dieci colori – di Renzo Sicco e Lino Spadaro
- 2013 – Malaluna – di Rosy Canale
- 2015 – Mais ce n'est pas encore la nuit – di Isabella Caserta e Cathy Marchand
- 2015 – La lupa – di Guglielmo Ferro

#### Cinema
- 1993 – In nome di Dio – documentario di Piero De Pasquale
- 1993 – Il giorno di san Sebastiano – film di Pasquale Scimeca
- 2005 – Musikanten – film di Franco Battiato
- 2007 – Niente è come sembra – film di Franco Battiato
- 2008 – Non chiederci la parola – documentario di Elisabetta Sgarbi
- 2009 – L'ultima salita – documentario di Elisabetta Sgarbi
- 2009 – Deserto rosa – documentario di Elisabetta Sgarbi
- 2010 – Dimenticare Tiziano – documentario di Elisabetta Sgarbi
- 2012 – Il viaggio della signorina Vila – film di Elisabetta Sgarbi
- 2013 – Racconti d'amore – film di Elisabetta Sgarbi
- 2014 – Per soli uomini – documentario di Elisabetta Sgarbi
- 2015 – Colpa di comunismo – documentario di Elisabetta Sgarbi
- 2015 – Il pesce rosso dov'è? – documentario di Elisabetta Sgarbi

## Singoli
- 1965 – L'amore è partito/È la fine (split con Dani Andress) (allegato a Nuova Enigmistica Tascabile, NET 526) – come "Francesco Battiato"
- 1965 – Prima o poi/E più ti amo (split con Ezio De Gradi) (allegato a Nuova Enigmistica Tascabile, NET 531) – come "Francesco Battiato"
- 1967 – La torre/Le reazioni (Jolly, J 20410)
- 1967 – Il mondo va così/Triste come me (Jolly, J 20425)
- 1968 – È l'amore/Fumo di una sigaretta (Philips, 363 728 PF)
- 1969 – Bella ragazza/Occhi d'or (R.T.Club, 1563)
- 1969 – Sembrava una serata come tante/Gente (Philips, 363 752 PF)
- 1971 – Vento caldo/Marciapiede (Philips, 6025 031) – registrato nel 1968
- 1972 – Energia/Una cellula (Bla Bla, BBR 1330)
- 1972 – La convenzione/Paranoia (Bla Bla, BBR 1333)
- 1973 – Love/Soldier (Bla Bla, BBR 1334) – come "Springfield"
- 1978 – Adieu/San Marco (Elektra Records, T 12310) – come "Astra"
- 1979 – L'era del cinghiale bianco/Luna indiana (EMI Italiana, 3C 006-18 465)
- 1981 – Bandiera bianca/Summer on a Solitary Beach (EMI Italiana, 3C 006-18 562)
- 1984 – I treni di Tozeur/Le biciclette di Forlì (con Alice) (EMI Italiana, 06-118 662 7) - numero 3[1]
- 1985 – No Time No Space/Il re del mondo (EMI Italiana, 06-118 706 7)
- 1985 – Via Lattea/L'animale (EMI Italiana, 06-118 732 7)
- 1996 – Strani giorni (Mercury Records, 578 694-2)
- 1997 – La cura (Mercury Records, 574 108-2)
- 1997 – Di passaggio (Mercury Records, 574 371-2)
- 1998 – Shock in My Town (Mercury Records, 566 378-2)
- 1998 – Il ballo del potere (Mercury Records, 566 706-2)
- 2007 – Il vuoto (Universal Music)
- 2008 – Tutto l'universo obbedisce all'amore (con Carmen Consoli) (Universal Music) - numero 8[1]
- 2009 – Inneres Auge (Universal Music)
- 2012 – Passacaglia (Universal Music)
- 2013 – Del suo veloce volo (con Antony and the Johnsons) (Universal Music)

## Extended play
- 1998 – Shock in My Town (Mercury Records, 566 379-2)
- 1998 – Il ballo del potere (Mercury Records, 566 707-2)
- 2001 – Running Against the Grain (Sony Music, 671129 2 000)

## Raccolte
- 1976 – Feed Back (con nuove versioni) (Bla Bla)
- 1982 – Franco Battiato (con nuove versioni e inediti) (Armando Curcio Editore)
- 1986 – Battiato (con nuove versioni) (EMI Italiana)
- 1996 – Shadow, Light (EMI Classics)
- 1996 – Battiato Studio Collection (EMI Italiana) - numero 10[1]
- 1997 – Battiato Live Collection (EMI Italiana)
- 1998 – Gli anni '70 (BMG Ricordi)
- 2000 – La cura (Universal Music) - numero 26[1]
- 2001 – Introspettiva (EMI Italiana)
- 2002 – La convenzione (nuove versioni) (D'Autore/Azzurra Music)
- 2003 – Le stagioni del nostro amore (Universal Music) - numero 28[1]
- 2004 – The Platinum Collection (EMI Italiana) - numero 11[1]
- 2005 – Le canzoni del dissenso (EMI Italiana)
- 2006 – The Platinum Collection 2 (EMI Italiana)
- 2006 – Le più belle canzoni (EMI Italiana)
- 2006 – D.O.C. (EMI Italiana)
- 2007 – Frequenze e Dissolvenze (EMI Italiana)
- 2007 – The Best of Platinum Collection (EMI Italiana)
- 2007 – Le canzoni (La musica di Repubblica-L'Espresso)
- 2008 – Bandiera bianca: The Capitol Collection (EMI Italiana)
- 2010 – Sigillo d'autore (Sony Music)
- 2010 – Povera patria (EMI Italiana)
- 2010 – The Platinum Collection 3 (EMI Italiana)
- 2012 – Un'ora con... (Sony Music)
- 2015 – Anthology - Le nostre anime (con nuove versioni, inediti e cover) (Universal Music) - numero 4[1]
- 2017 – Happening musicale e infezioni varie (Combat Records)
- 2018 – Universi paralleli di Franco Battiato (Sony Music)
- 2018 – Franco Battiato (Combat Records)
- 2020 – Franco Battiato (Combat Records)
- 2022 – Correnti gravitazionali (Universal Music)

## Cofanetti
- 1992 – Music In Pack (EMI Italiana)
- 1997 – Album Box Set 3 CD (EMI Italiana)
- 1998 – Battiato sperimentale 72-78 (BMG Ricordi)
- 2004 – The Box (BMG Ricordi)
- 2006 – The Platinum Collections Special Edition (EMI Italiana)
- 2008 – Battiato X3 (Sony Music)
- 2009 – Gli album originali (Sony Music)
- 2011 – The EMI Album Collection - Volume 1 (EMI Italiana)
- 2011 – The EMI Album Collection - Volume 2 (EMI Italiana)
- 2018 – Battiato Collection (Gruppo Arnoldo Mondadori Editore)
- 2019 – Fleurs 1, 3, 2 (Universal Music)
- 2021 – Franco Battiato: The Complete Collection (Gruppo Arnoldo Mondadori Editore)

## Discografia fuori dall'Italia
Cantato in lingua straniera
     Solo alcuni brani cantati in lingua straniera

### Argentina

#### Album
| Titolo              | Anno | Etichetta       | Numero di catalogo |
| ------------------- | ---- | --------------- | ------------------ |
| La voz de su amo    | 1982 | EMI             | 6478               |
| Horizontes perdidos | 1984 | EMI             | 81 118 646 1 8206  |
| Sentimiento nuevo   | 1985 | EMI             | 81 118 712 1 8305  |
| Nómadas             | 1987 | EMI             | 81 118 774 1 7507  |
| La emboscada        | 1997 | Mercury Records | 534621-2           |

### Francia

#### Album
| Titolo              | Anno | Etichetta | Numero di catalogo |
| ------------------- | ---- | --------- | ------------------ |
| La voce del padrone | 1982 | EMI       | 2C 070-18 558      |
| L'arca di Noè       | 1983 | EMI       | 2C 070-18 597      |
| Orizzonti perduti   | 1984 | EMI       | 118 646 1          |
| Mondi lontanissimi  | 1985 | EMI       | 118 707 1          |
| Fisiognomica        | 1988 | EMI       | 7 90314 1          |

#### Singoli
| Titolo                                                  | Anno | Etichetta | Numero di catalogo |
| ------------------------------------------------------- | ---- | --------- | ------------------ |
| Centro di gravità permanente/Summer on a Solitary Beach | 1982 | EMI       | 2C 008-18 564      |
| Cuccurucucù/Segnali di vita                             | 1982 | EMI       | 2C 008-18 587      |
| I treni di Tozeur/Le biciclette di Forlì (con Alice)    | 1984 | EMI       | 118 662 7          |
| Nomadi/Il mito dell'amore                               | 1988 | EMI       | 118 823 7          |

### Germania

#### Album
| Titolo             | Anno | Etichetta   | Numero di catalogo |
| ------------------ | ---- | ----------- | ------------------ |
| L'arte di Battiato | 1982 | EMI         | 1C 064-18 574      |
| L'arca di Noè      | 1983 | EMI         | 1C 064-18 597      |
| Orizzonti perduti  | 1984 | EMI         | 1C 064-118 646 1   |
| Genesi             | 1987 | Fonit Cetra | CDC 33             |
| Fisiognomica       | 1988 | EMI         | 064-7 90314 1      |

#### Singoli
| Titolo                                               | Anno | Etichetta | Numero di catalogo |
| ---------------------------------------------------- | ---- | --------- | ------------------ |
| Cuccurucucù/Summer on a Solitary Beach               | 1982 | EMI       | 1C 006-18 588      |
| Chan-son egocentrique/Azimut (con Alice)             | 1983 | EMI       | 1C 006-118 619 7   |
| I treni di Tozeur/Le biciclette di Forlì (con Alice) | 1984 | EMI       | 1C 006-118 662 7   |
| No Time No Space/Il re del mondo                     | 1985 | EMI       | 1C 006-118 706 7   |

### Giappone

#### Album
| Titolo               | Anno | Etichetta     | Numero di catalogo |
| -------------------- | ---- | ------------- | ------------------ |
| Fetus                | 1991 | ARTIS Records | KKCP 159           |
| Pollution            | 1991 | ARTIS Records | KKCP 160           |
| Sulle corde di Aries | 1991 | ARTIS Records | KKCP 161           |

### Paesi Bassi

#### Album
| Titolo              | Anno | Etichetta | Numero di catalogo |
| ------------------- | ---- | --------- | ------------------ |
| La voce del padrone | 1982 | EMI       | 1A 064-18 558      |
| L'arca di Noè       | 1983 | EMI       | 1A 064-18 597      |
| Fisiognomica        | 1988 | EMI       | 064-7 90314 1      |

#### Singoli
| Titolo                                                  | Anno | Etichetta | Numero di catalogo |
| ------------------------------------------------------- | ---- | --------- | ------------------ |
| Centro di gravità permanente/Summer on a Solitary Beach | 1982 | EMI       | 1A 006-18 564      |
| Cuccurucucù/Segnali di vita                             | 1982 | EMI       | 1A 006-18 587      |
| Chan-son egocentrique/Azimut (con Alice)                | 1983 | EMI       | 1A 006-118 619 7   |
| La stagione dell'amore/Campane tibetane                 | 1984 | EMI       | 1A 006-118 656 7   |
| I treni di Tozeur/Le biciclette di Forlì (con Alice)    | 1984 | EMI       | 1A 006-118 662 7   |
| E ti vengo a cercare/Secondo imbrunire                  | 1988 | EMI       | 006-118 820 7      |

### Portogallo

#### Album
| Titolo             | Anno | Etichetta | Numero di catalogo |
| ------------------ | ---- | --------- | ------------------ |
| L'arca di Noè      | 1983 | EMI       | 11C 080-18 597     |
| Mondi lontanissimi | 1985 | EMI       | 118 707 1          |

#### Singoli
| Titolo          | Anno | Etichetta | Numero di catalogo |
| --------------- | ---- | --------- | ------------------ |
| Adieu/San Marco | 1978 | Elektra   | N-S-57-43          |

### Regno Unito

#### Album
| Titolo | Anno | Etichetta      | Numero di catalogo |
| ------ | ---- | -------------- | ------------------ |
| Clic   | 1975 | Island Records | ILPS 9323          |

### Spagna

#### Album
| Titolo                        | Anno | Etichetta       | Numero di catalogo |
| ----------------------------- | ---- | --------------- | ------------------ |
| Clic                          | 1975 | Island Records  | 88.649-I           |
| La voz de su amo              | 1982 | EMI             | 10C 066-018 558    |
| L'arca di Noè                 | 1983 | EMI             | 10C 266-018 597    |
| Orizzonti perduti             | 1984 | EMI             | 064-118 646 1      |
| Mondi lontanissimi            | 1985 | EMI             | 064-118 707 1      |
| Ecos de Danzas Sufi           | 1985 | EMI             | 064-118 712 1      |
| L'era del cinghiale bianco    | 1986 | EMI             | 056-118 285 1      |
| Patriots                      | 1986 | EMI             | 056-118 521 1      |
| Nómadas                       | 1987 | EMI             | 066-118 774 1      |
| Battiato en español           | 1987 | EMI             | 7 46938 2          |
| Fisiognomica                  | 1988 | EMI             | 7 90314 1          |
| Giubbe rosse                  | 1989 | EMI             | 7 94491 2          |
| Como un camello en un canalón | 1993 | Hispavox        | 7 89642 2          |
| 1972 Fetus / Pollution        | 1994 | BCN Records     | 31-709             |
| Battiato Collection           | 1996 | Hispavox        | 8 54647 2          |
| La emboscada                  | 1997 | Mercury Records | 534621-2           |
| Hierro forjado                | 2001 | Sony Music      | COL 503453 2       |
| La estación de los amores     | 2005 | EMI             | 3 43822 2          |
| Ábrete sésamo                 | 2013 | Universal Music | 0602537316960      |
| Anthology - Le nostre anime   | 2015 | Universal Music | 0602547663412      |

#### Singoli
| Titolo                                                      | Anno | Etichetta | Numero di catalogo |
| ----------------------------------------------------------- | ---- | --------- | ------------------ |
| Centro de gravedad permanente/Verano en una playa solitaria | 1982 | EMI       | 10C 006-018 564    |
| Cuccurucucù/Señales de vida                                 | 1982 | EMI       | 10C 006-018 587    |
| La estaciòn de los amores/Los trenes de Tozeur              | 1985 | EMI       | 006-118 719 7      |
| No Time No Space/El animal                                  | 1985 | EMI       | 006-118 733 7      |
| Sentimiento nuevo/Chan-son egocentrique                     | 1986 | EMI       | 006-118 743 7      |
| Centro de gravedad/Cuccurucucù                              | 1986 | EMI       | 006-118 752 7      |
| Bandera blanca/Mal de África                                | 1987 | EMI       | 006-118 795 7      |
| Zai saman/E ti vengo a cercare                              | 1988 | EMI       | 006-118 821 7      |
| Y te vengo a buscar/El mito del amor                        | 1988 | EMI       | 006-118 822 7      |
| Carta al gobernador de Libia/Alexander Platz                | 1989 | EMI       | 006-118 845 7      |

### Stati Uniti

#### Album
| Titolo                | Anno | Etichetta           | Numero di catalogo  |
| --------------------- | ---- | ------------------- | ------------------- |
| Echoes of Sufi Dances | 1985 | Capitol Records     | ST-12383            |
| Messa arcaica         | 1994 | EMI Classics        | CDC 7243 5 551582 7 |
| Fetus                 | 2006 | Water               | water168            |
| Pollution             | 2006 | Water               | water174            |
| Open Sesame           | 2013 | Decca International | –                   |
| Sulle corde di Aries  | 2017 | Superior Viaduct    | SV133               |
| Clic                  | 2017 | Superior Viaduct    | SV134               |

## Partecipazioni

### Voce solista
| Anno | Album                         | Brano                                                 | Insieme a        |
| ---- | ----------------------------- | ----------------------------------------------------- | ---------------- |
| 1969 | Hit Parade Vol. 2             | Iloponitnatsoc                                        |                  |
| 1971 | singolo                       | Un falco nel cielo                                    | Osage Tribe      |
| 1971 | singolo                       | Prehistoric Sound                                     | Osage Tribe      |
| 1972 | Area di servizio              | Giorno d'estate                                       | Genco Puro & Co. |
| 1972 | Area di servizio              | Nebbia                                                | Genco Puro & Co. |
| 1972 | Area di servizio              | Biscotti e thè                                        | Genco Puro & Co. |
| 1972 | singolo                       | Sahara                                                | Genco Puro & Co. |
| 1972 | singolo                       | Annamaria                                             | Genco Puro & Co. |
| 1983 | Restoration                   | Happy Morning                                         | Giusto Pio       |
| 1984 | singolo                       | Auto-Motion                                           | Giusto Pio       |
| 1996 | Cose (mai) dette              | Intervento                                            |                  |
| 1997 | Racconti d'Oriente            | L'ombra della luce (in arabo)                         |                  |
| 1997 | Racconti d'Oriente            | Solo (dall'opera Gilgamesh)                           |                  |
| 1997 | Racconti d'Oriente            | Fog An Nakhal                                         |                  |
| 2003 | Faber, amico fragile          | Amore che vieni, amore che vai                        |                  |
| 2003 | Viaggio tribale               | For Me                                                | Tony Esposito    |
| 2003 | Voce del verso amare          | La fine (settimana)                                   |                  |
| 2004 | A.C.A.U. La nostra meraviglia | Night and Storms                                      | Gianni Maroccolo |
| 2006 | Toilette memoria              | Sento che sta per succedermi qualcosa                 | Moltheni         |
| 2008 | Canzoni per loro              | Secondo imbrunire (Live @Teatro Carlo Felice, Genova) |                  |
| 2012 | Per Gaber... io ci sono       | La parola io                                          |                  |
| 2012 | Parole note, II volume        | Frammento                                             |                  |

### Duetti
| Anno | Album                                         | Brano                                   | Insieme a                |
| ---- | --------------------------------------------- | --------------------------------------- | ------------------------ |
| 1982 | Azimut                                        | Chan-son egocentrique                   | Alice                    |
| 1992 | L'amore nuovo                                 | L'amore nuovo                           | Vincenzo Spampinato      |
| 1994 | Se fossi più simpatica sarei meno antipatica  | Strade parallele                        | Giuni Russo              |
| 1996 | Tra cielo e terra                             | Generazioni                             | Roberto Cacciapaglia     |
| 1998 | Live and More                                 | Chan-son egocentrique                   | Milva                    |
| 1998 | The Different You                             | Alifib                                  | Saro Cosentino e Morgan  |
| 1999 | Rossocuore                                    | Finnegan's Wake                         | Pippo Pollina            |
| 1999 | Tandem                                        | Il vento dell'est                       | Ricky Gianco             |
| 2000 | L'infinitamente piccolo                       | Il sultano di Babilonia e la prostituta | Angelo Branduardi        |
| 2000 | L'astronauta Remix                            | L'astronauta (Astro Bat)                | Federico Stragà          |
| 2001 | Contact!                                      | 80's Stars                              | Eiffel 65                |
| 2002 | Signorina Romeo Live                          | J'entends siffler le train              | Giuni Russo              |
| 2002 | Wish You Were India                           | Yasomati                                | Govinda                  |
| 2006 | 25-60-38. Breve saggio sulla canzone italiana | L'avvelenata                            | Folkabbestia             |
| 2006 | Vulnerabile                                   | Quello che non so di te                 | Luca Madonia             |
| 2006 | Unusual                                       | La sua figura                           | Giuni Russo              |
| 2006 | Unusual                                       | Strade parallele (2006)                 | Giuni Russo              |
| 2008 | Il fiore splendente                           | Corro con te                            | Etta Scollo              |
| 2008 | Il movimento del dare                         | Il movimento del dare                   | Fiorella Mannoia         |
| 2008 | Acchiappanuvole                               | La stagione dell'amore                  | Mango                    |
| 2009 | Elettra                                       | Marie ti amiamo                         | Carmen Consoli           |
| 2009 | Preparatevi per la pioggia                    | Qualsiasi spinta                        | Lorenzo Palmeri          |
| 2009 | Recidivo                                      | Spleen #132                             | Mario Venuti             |
| 2010 | Boogie Boogie Man                             | Chi tene 'o mare                        | Pino Daniele             |
| 2011 | Un'ala di riserva                             | Agnus Dei                               | Nabil Salameh            |
| 2011 | Sogno nº 1                                    | Anime salve                             | Fabrizio De André        |
| 2011 | L'alieno                                      | L'alieno                                | Luca Madonia             |
| 2011 | A casa di Ida Rubinstein 2011                 | Le crépuscule                           | Giuni Russo              |
| 2011 | Il senso del respiro                          | Svegliami domani                        | Cinzia Fontana           |
| 2011 | Facciamo finta che sia vero                   | Facciamo finta che sia vero             | Adriano Celentano        |
| 2012 | Anestesia totale                              | L'esondazione                           | Luca Madonia             |
| 2012 | Black Tarantella                              | No è no                                 | Enzo Avitabile           |
| 2013 | Darwin! (Legacy Edition)                      | Imago Mundi                             | Banco del Mutuo Soccorso |
| 2013 | Anima di vento                                | L'essenza                               | Nathalie                 |
| 2013 | Dot to Dot                                    | Oceanic Landscape                       | Lilies on Mars           |
| 2013 | Fisico & politico                             | Silvia lo sai                           | Luca Carboni             |
| 2013 | Live at Volkshaus Zürich                      | La cura                                 | Pippo Pollina            |
| 2014 | Either Way (edizione italiana)                | In entrambi i casi                      | Anne Ducros              |
| 2014 | Salva gente                                   | Salva gente                             | Marta sui Tubi           |
| 2014 | Il tramonto dell'Occidente                    | I capolavori di Beethoven               | Mario Venuti             |
| 2014 | Fiorella                                      | La stagione dell'amore                  | Fiorella Mannoia         |
| 2014 | Weekend                                       | La realtà non esiste                    | Alice                    |
| 2015 | Biagio                                        | Aria di cambiamento                     | Biagio Antonacci         |
| 2015 | Qui per te                                    | Satelliti nell'aria                     | Giovanni Caccamo         |
| 2016 | Sale                                          | Povira patria                           | Carlo Muratori           |
| 2017 | Non canto, non vedo, non sento                | Arriverà                                | Peppe Lanzetta           |

### Controvoce, cori e interventi vocali
| Anno | Album                                    | Brano                             | Insieme a                                         |
| ---- | ---------------------------------------- | --------------------------------- | ------------------------------------------------- |
| 1967 | singolo                                  | Gulp gulp                         | Giorgio Gaber                                     |
| 1969 | singolo                                  | Lume di candela                   | Daniela Ghibli                                    |
| 1972 | Area di servizio                         | Frontiere                         | Genco Puro & Co.                                  |
| 1972 | Area di servizio                         | Campane a Rotterdam               | Genco Puro & Co.                                  |
| 1972 | Area di servizio                         | A San Francisco                   | Genco Puro & Co.                                  |
| 1972 | Area di servizio                         | Come un fiume                     | Genco Puro & Co.                                  |
| 1972 | Area di servizio                         | Alice                             | Genco Puro & Co.                                  |
| 1972 | Area di servizio                         | Accendo la mia radio              | Genco Puro & Co.                                  |
| 1972 | Area di servizio                         | Burattini                         | Genco Puro & Co.                                  |
| 1972 | singolo                                  | Colonnello Musch                  | Colonnello Musch                                  |
| 1975 | Rocchi                                   | Zen Session                       | Claudio Rocchi                                    |
| 1978 | Motore immobile                          | Motore immobile                   | Giusto Pio                                        |
| 1981 | Energie                                  | Una vipera sarò                   | Giuni Russo                                       |
| 1982 | singolo                                  | Un'estate al mare                 | Giuni Russo                                       |
| 1982 | Milva e dintorni                         | Non sono Buttefly                 | Milva                                             |
| 1982 | Legione straniera                        | Legione straniera                 | Giusto Pio                                        |
| 1982 | Legione straniera                        | Celestial Tibet                   | Giusto Pio                                        |
| 1983 | Restoration                              | Gente a lavoro                    | Giusto Pio                                        |
| 1983 | Restoration                              | Passato e presente                | Giusto Pio                                        |
| 1983 | Restoration                              | Restoration                       | Giusto Pio                                        |
| 1983 | Medio occidente                          | Fine Novecento                    | Francesco Messina                                 |
| 1983 | Medio occidente                          | Club Mediterranèe                 | Francesco Messina                                 |
| 1984 | Una donna tutta sbagliata                | Cocco fresco, cocco bello         | Ombretta Colli                                    |
| 1984 | Una donna tutta sbagliata                | Milano d'estate                   | Ombretta Colli                                    |
| 1988 | A casa di Ida Rubinstein                 | La zingara                        | Giuni Russo                                       |
| 1989 | Svegliando l'amante che dorme            | I processi del pensiero           | Milva                                             |
| 1989 | Svegliando l'amante che dorme            | Potemkin                          | Milva                                             |
| 1989 | Svegliando l'amante che dorme            | La piramide di Cheope             | Milva                                             |
| 1989 | Svegliando l'amante che dorme            | Angelo del Rock                   | Milva                                             |
| 1989 | Svegliando l'amante che dorme            | No Time No Space                  | Milva                                             |
| 1989 | Una storia inventata                     | Via Lattea                        | Milva                                             |
| 1989 | Una storia inventata                     | Centro di gravità permanente      | Milva                                             |
| 1994 | Moto perpetuo                            | Moto perpetuo                     | Luca Madonia                                      |
| 1996 | Linea Gotica                             | E ti vengo a cercare              | C.S.I.                                            |
| 1999 | Zero - ovvero la famosa nevicata dell'85 | Sovrappensiero                    | Bluvertigo                                        |
| 1999 | Zero - ovvero la famosa nevicata dell'85 | Punto di non arrivo               | Bluvertigo                                        |
| 2001 | La consuetudine                          | La consuetudine                   | Luca Madonia                                      |
| 2001 | Fun club                                 | Non dimenticar le mie parole      | Manlio Sgalambro                                  |
| 2001 | Fun club                                 | Donna                             | Manlio Sgalambro                                  |
| 2001 | Fun club                                 | We have all the time in the world | Manlio Sgalambro                                  |
| 2001 | Fun club                                 | Camminando sotto la pioggia       | Manlio Sgalambro                                  |
| 2001 | Fun club                                 | La vie en rose                    | Manlio Sgalambro                                  |
| 2001 | Fun club                                 | Cheek to cheek                    | Manlio Sgalambro                                  |
| 2001 | Fun club                                 | Moon river                        | Manlio Sgalambro                                  |
| 2001 | Fun club                                 | Ciao Pussycat                     | Manlio Sgalambro                                  |
| 2003 | Notte delle chitarre                     | Bandiera bianca                   | AA.VV.                                            |
| 2004 | Sette veli intorno al re                 | Ninna nanna del violino           | AA.VV.                                            |
| 2006 | Vivo d'arte                              | Intervento di Franco Battiato     | Roberto Ferri                                     |
| 2007 | Ampia                                    | Ampia                             | Ivan Segreto                                      |
| 2008 | Alla mia età                             | Il tempo stesso                   | Tiziano Ferro                                     |
| 2009 | singolo                                  | Domani 21/04.2009                 | Artisti Uniti per l'Abruzzo                       |
| 2009 | Q.P.G.A.                                 | Sembra il primo giorno            | Claudio Baglioni                                  |
| 2010 | Nomadi dell'invisibile                   | La risata delle Dakini            | Stenopeica                                        |
| 2010 | Ti amo anche se non so chi sei           | Com'è profondo il mare            | Artisti per la Donazione degli Organi             |
| 2010 | Ti amo anche se non so chi sei           | La cura                           | Artisti per la Donazione degli Organi             |
| 2010 | Ti amo anche se non so chi sei           | Anime salve                       | Artisti per la Donazione degli Organi             |
| 2010 | Porta d'oriente                          | Selinunte                         | Isola                                             |
| 2010 | Un giorno bellissimo                     | La strada                         | Francesco Renga                                   |
| 2011 | Retroattivo                              | Cosa ti aspetti da questa notte   | Versus                                            |
| 2011 | Eden                                     | Up Patriots To Arms               | Subsonica                                         |
| 2011 | Sale di Sicilia                          | Spasimo                           | Edoardo De Angelis e Andrea Camilleri             |
| 2011 | Facciamo finta che sia vero              | Non so più cosa fare              | Adriano Celentano, Jovanotti e Giuliano Sangiorgi |
| 2012 | Kathmandu: Eclissi delle due lune        | Età di Kali                       | Stenopeica                                        |
| 2013 | Vdb23                                    | Rinascere Hugs Suite              | Gianni Maroccolo e Claudio Rocchi                 |

### Sintetizzatore e tastiere
| Anno | Album                                    | Brano                          | Insieme a                             |
| ---- | ---------------------------------------- | ------------------------------ | ------------------------------------- |
| 1972 | Area di servizio                         | Pioggia                        | Genco Puro & Co.                      |
| 1972 | Area di servizio                         | La mia città                   | Genco Puro & Co.                      |
| 1973 | Vietato ai minori di 18 anni?            | Gil                            | Jumbo                                 |
| 1974 | La finestra dentro                       | Un galantuomo                  | Juri Camisasca                        |
| 1974 | La finestra dentro                       | Ho un grande vuoto nella testa | Juri Camisasca                        |
| 1974 | La finestra dentro                       | Metamorfosi                    | Juri Camisasca                        |
| 1974 | La finestra dentro                       | Scavando col badile            | Juri Camisasca                        |
| 1974 | La finestra dentro                       | John                           | Juri Camisasca                        |
| 1974 | La finestra dentro                       | Un fiume di luce               | Juri Camisasca                        |
| 1974 | La finestra dentro                       | Il regno dell'Eden             | Juri Camisasca                        |
| 1975 | Non gettate alcun oggetto dai finestrini | Se solo avessi                 | Eugenio Finardi                       |
| 1975 | Non gettate alcun oggetto dai finestrini | Quando stai per cominciare     | Eugenio Finardi                       |
| 1975 | Non gettate alcun oggetto dai finestrini | La storia della mente          | Eugenio Finardi                       |
| 1975 | Non gettate alcun oggetto dai finestrini | Saluteremo il signor padrone   | Eugenio Finardi                       |
| 1975 | Non gettate alcun oggetto dai finestrini | Taking It Easy                 | Eugenio Finardi                       |
| 1975 | Non gettate alcun oggetto dai finestrini | Caramba                        | Eugenio Finardi                       |
| 2008 | Il fiore splendente                      | A Ibn Hamdis                   | Etta Scollo                           |
| 2009 | Angeli di solitudine                     | Il tempo gira                  | Albergo Intergalattico Spaziale       |
| 2010 | Re Nudo Pop e altri festival             | Improvvisazione                |                                       |
| 2010 | Ti amo anche se non so chi sei           | 'A livella                     | Artisti per la Donazione degli Organi |
| 2011 | Cammino sotto il mare (idee per canzoni) | Gipsy                          | Albergo Intergalattico Spaziale       |

## Videografia
- Dal cinghiale al cammello – VHS (1992), DVD (2004) – raccolta di video musicali
- Concerto di Baghdad – VHS (1993),[3] DVD (2006) – registrato il 4 dicembre 1992
- Messa arcaica – VHS (1994)[3] – registrato il 24 ottobre 1993
- L'imboscata Live Tour 1997 – VHS (1997), DVD (2004) – registrato il 17 marzo e il 4 aprile 1997; l'edizione DVD ha il titolo La Cura Live
- Parole e canzoni – VHS (2004) – intervista di Vincenzo Mollica e videoframmenti televisivi
- Un soffio al cuore di natura elettrica – DVD (2005) – registrato il 17 febbraio 2005
- Niente è come sembra – DVD (2007) – registrato il 14 novembre 2005[4]
- Gilgamesh – DVD (2007) – registrato nel 1992
- Note di merito – DVD (2010) – registrato il 25 giugno 2010
- Telesio – DVD (2011)
- Temporary Road – DVD (2013) – docu-intervista e registrazioni dell'Apriti sesamo Tour
- La ragazza con l’orecchino di perla – DVD (2014) – registrato il 19 e il 20 gennaio 2014;[5] spettacolo scritto da Marco Goldin su musiche rielaborate dell'opera Telesio
- Live in Roma – DVD (2016) – registrato il 16 e il 17 marzo 2016
- Concerto Hangar Bicocca Milano – DVD (2019) – registrato il 26 gennaio 2016[6]

## Video musicali
| Anno | Titolo                                                                      | Regista/i                          |
| ---- | --------------------------------------------------------------------------- | ---------------------------------- |
| 1972 | Meccanica                                                                   | Maurizio Salvatori                 |
| 1973 | Il silenzio del rumore                                                      |                                    |
| 1979 | L'era del cinghiale bianco                                                  |                                    |
| 1980 | Up Patriots to Arms                                                         | Franco Battiato                    |
| 1981 | Bandiera bianca                                                             | Antonio Syxty, Franco Battiato     |
| 1982 | Centro di gravità permanente                                                | Antonio Syxty, Franco Battiato     |
| 1982 | L'esodo / New Frontiers / Radio Varsavia / Clamori / Voglio vederti danzare | Luca Volpatti                      |
| 1983 | La stagione dell'amore                                                      | Francesco Messina                  |
| 1983 | Mal d'Africa                                                                | Francesco Messina                  |
| 1984 | I treni di Tozeur (con Alice)                                               | Renzo Martinelli                   |
| 1985 | No Time No Space                                                            | Francesco Messina, Franco Battiato |
| 1985 | Via Lattea                                                                  | Francesco Messina, Franco Battiato |
| 1987 | Nómadas'                                                                    | Lolo Rico                          |
| 1988 | E ti vengo a cercare                                                        | Luca Volpatti, Franco Battiato     |
| 1988 | L'oceano di silenzio                                                        | Luca Volpatti, Franco Battiato     |
| 1988 | Veni l'autunnu / Fisiognomica / Secondo imbrunire                           | Luca Volpatti, Franco Battiato     |
| 1988 | Mesopotomia                                                                 | Luca Volpatti                      |
| 1989 | Giubbe rosse                                                                | Luca Volpatti                      |
| 1991 | Povera patria                                                               | Luca Volpatti                      |
| 1991 | Come un cammello in una grondaia                                            | Luca Volpatti                      |
| 1991 | L'ombra della luce                                                          | Luca Volpatti                      |
| 1993 | Caffè de la Paix                                                            |                                    |
| 1993 | Atlantide                                                                   | Filippo Destrieri                  |
| 1995 | L'ombrello e la macchina da cucire                                          |                                    |
| 1995 | Breve invito a rinviare il suicidio                                         |                                    |
| 1995 | Tao                                                                         | Filippo Destrieri                  |
| 1996 | Strani giorni                                                               | Enrico Ghezzi                      |
| 1997 | La cura                                                                     | Riccardo Paoletti                  |
| 1997 | Di passaggio                                                                | Carmelo Bongiorno                  |
| 1998 | Shock in My Town                                                            | Francesco Fei                      |
| 1998 | Il ballo del potere                                                         | Francesco Fei                      |
| 1999 | Ruby Tuesday                                                                | Luca Volpatti                      |
| 2001 | Running Against the Grain                                                   | Luca Volpatti, Franco Battiato     |
| 2001 | Bist du bei mir                                                             | Luca Volpatti, Franco Battiato     |
| 2004 | Ermeneutica                                                                 | Franco Battiato                    |
| 2007 | Il vuoto                                                                    | Franco Battiato                    |
| 2008 | Tutto l'universo obbedisce all'amore (feat. Carmen Consoli)                 | Alex Infascelli                    |
| 2009 | Inneres Auge                                                                | Franco Battiato                    |
| 2012 | Testamento                                                                  | Beniamino Catena                   |
| 2012 | Quand'ero giovane                                                           | Leandro Manuel Emede               |
| 2013 | Del suo veloce volo (Frankenstein) (con Antony)                             | Gianluca "Calu" Montesano          |
| 2014 | Joe Patti's Experimental Group                                              | Leandro Manuel Emede               |
| 2015 | Le nostre anime                                                             | Franco Battiato                    |
| 2019 | Torneremo ancora                                                            | Giuseppe La Spada                  |

### Videoclip per programmi televisivi
- 1980 – Stranizza d'amuri / L'era del cinghiale bianco / Il re del mondo / Strade dell'est – Variety
- 1981 – Up Patriots to Arms / Le aquile / Arabian Song / Passaggi a livello / Frammenti – Mister Fantasy
- 1981 – Prospettiva Nevsky – Incontro con...
- 1981 – Centro di gravità permanente – Mister Fantasy
- 2004 – Tra sesso e castità / Odore di polvere da sparo / La porta dello spavento supremo / I'm That / Le aquile non volano a stormi – Bitte, keine Réclame
- 2007 – I giorni della monotonia – Festival di Sanremo 2007

### Partecipazioni in video di altri artisti
| Anno | Titolo                  | Artista                                                                 | Regista/i                                           |
| ---- | ----------------------- | ----------------------------------------------------------------------- | --------------------------------------------------- |
| 1999 | Finnegan's Wake         | Pippo Pollina feat. Nada e Franco Battiato                              | Francesco Cabras, Alberto Molinari, Candido Torchio |
| 2001 | La consuetudine         | Luca Madonia feat. Franco Battiato                                      |                                                     |
| 2006 | Quello che non so di te | Luca Madonia feat. Franco Battiato                                      | Daniele Persica                                     |
| 2008 | La stagione dell'amore  | Mango feat. Franco Battiato                                             |                                                     |
| 2009 | Domani                  | Artisti Uniti per l'Abruzzo                                             | Ambrogio Lo Giudice                                 |
| 2010 | Com'è profondo il mare  | Artisti per la Donazione degli Organi                                   | Gabriel Zagni                                       |
| 2011 | L'alieno                | Luca Madonia feat. Franco Battiato                                      | Paolo Scarfò                                        |
| 2011 | Svegliami domani        | Cinzia Fontana feat. Franco Battiato                                    | Davide Fontana                                      |
| 2011 | Non so più cosa fare    | Adriano Celentano feat. Giuliano Sangiorgi, Jovanotti e Franco Battiato |                                                     |
| 2013 | Oceanic Landscape       | Lilies on Mars feat. Franco Battiato                                    | Doitforthemonsters                                  |
| 2013 | Imago Mundi             | Banco del Mutuo Soccorso feat. Franco Battiato                          | Giancarlo Amendola, Francesco Di Giacomo            |
| 2014 | Salva gente             | Marta sui Tubi feat. Franco Battiato                                    | Bruno D'Elia                                        |
| 2015 | L'essenza               | Nathalie feat. Franco Battiato                                          |                                                     |

## Brani scritti per altri interpreti

### Testo e musica
| Anno | Titolo                             | Autori del testo                                       | Autori della musica                                             | Interprete        |
| ---- | ---------------------------------- | ------------------------------------------------------ | --------------------------------------------------------------- | ----------------- |
| 1967 | E allora dai                       | Giorgio Gaber e Franco Battiato                        | Giorgio Gaber, Renato Angiolini e Franco Battiato               | Giorgio Gaber     |
| 1967 | Il sogno                           | Giorgio Gaber e Franco Battiato                        | Giorgio Gaber e Franco Battiato                                 | Ombretta Colli    |
| 1968 | L'orologio                         | Giorgio Gaber e Franco Battiato                        | Giorgio Gaber e Franco Battiato                                 | Giorgio Gaber     |
| 1968 | La Chiesa si rinnova               | Giorgio Gaber e Franco Battiato                        | Giorgio Gaber e Franco Battiato                                 | Giorgio Gaber     |
| 1968 | Eppure sembra un uomo              | Giorgio Gaber e Franco Battiato                        | Giorgio Gaber e Franco Battiato                                 | Giorgio Gaber     |
| 1971 | Tarzan                             | Franco Battiato                                        | Pino Massara e Franco Battiato                                  | Capsicum Red      |
| 1972 | African Love                       | Franco Battiato                                        | Pino Massara e Franco Battiato                                  | Capsicum Red      |
| 1972 | La filovia                         | Franco Battiato e Sergio Albergoni                     | Pino Massara e Franco Battiato                                  | Donatella Moretti |
| 1972 | La famiglia                        | Rossella Conz, Franco Battiato e Sergio Albergoni      | Pino Massara, Franco Battiato e Antonio R. Pirolli              | Genco Puro & Co.  |
| 1972 | Beato te                           | Rossella Conz, Franco Battiato e Sergio Albergoni      | Pino Massara, Franco Battiato e Antonio R. Pirolli              | Genco Puro & Co.  |
| 1974 | Gulliver                           | Franco Battiato e Rossella Conz                        | Franco Battiato e Roberto Cacciapaglia                          | William           |
| 1979 | Valery                             | Franco Battiato e Alfredo Cohen                        | Franco Battiato e Giusto Pio                                    | Alfredo Cohen     |
| 1979 | Canterai se canterò                | Franco Battiato e Michele Pecora                       | Franco Battiato e Giusto Pio                                    | Catherine Spaak   |
| 1980 | Il vento caldo dell'estate         | Franco Battiato e Alice Visconti                       | Franco Battiato, Francesco P. Messina e Giusto Pio              | Alice             |
| 1980 | Guerriglia urbana                  | Franco Battiato e Alice Visconti                       | Franco Battiato e Giusto Pio                                    | Alice             |
| 1981 | Per Elisa                          | Franco Battiato e Alice Visconti                       | Franco Battiato e Giusto Pio                                    | Alice             |
| 1981 | Lettera al governatore della Libia | Franco Battiato                                        | Franco Battiato e Giusto Pio                                    | Giuni Russo       |
| 1981 | Il sole di Austerlitz              | Franco Battiato                                        | Alberto Radius e Franco Battiato                                | Giuni Russo       |
| 1981 | Crisi metropolitana                | Franco Battiato                                        | Franco Battiato, Giuni Russo, Giusto Pio e Maria A. Sisini      | Giuni Russo       |
| 1981 | Atmosfera                          | Franco Battiato                                        | Franco Battiato e Giusto Pio                                    | Giuni Russo       |
| 1981 | Una vipera sarò                    | Franco Battiato                                        | Franco Battiato, Giuni Russo, Giusto Pio e Maria A. Sisini      | Giuni Russo       |
| 1981 | L'attesa                           | Franco Battiato                                        | Franco Battiato, Giuni Russo, Giusto Pio e Maria A. Sisini      | Giuni Russo       |
| 1981 | Tappeto volante                    | Franco Battiato                                        | Franco Battiato, Giuni Russo, Giusto Pio e Maria A. Sisini      | Giuni Russo       |
| 1981 | Dormirai canterai ballerò          | Franco Battiato e Michele Pecora                       | Franco Battiato e Giusto Pio                                    | Michele Pecora    |
| 1982 | Messaggio                          | Franco Battiato e Alice Visconti                       | Franco Battiato e Giusto Pio                                    | Alice             |
| 1982 | Un'estate al mare                  | Franco Battiato                                        | Franco Battiato e Giusto Pio                                    | Giuni Russo       |
| 1982 | Good Good Bye                      | Franco Battiato e Francesco P. Messina                 | Franco Battiato, Giuni Russo, Giusto Pio e Francesco P. Messina | Giuni Russo       |
| 1982 | Post moderno                       | Franco Battiato                                        | Franco Battiato, Giuni Russo, Giusto Pio e Maria A. Sisini      | Giuni Russo       |
| 1982 | Alexander Platz                    | Franco Battiato e Alfredo Cohen                        | Franco Battiato e Giusto Pio                                    | Milva             |
| 1982 | L'aeroplano                        | Franco Battiato                                        | Franco Battiato e Giusto Pio                                    | Milva             |
| 1982 | Poggibonsi                         | Franco Battiato                                        | Franco Battiato e Giusto Pio                                    | Milva             |
| 1982 | Non sono Butterfly                 | Franco Battiato                                        | Franco Battiato e Giusto Pio                                    | Milva             |
| 1982 | Tempi moderni                      | Franco Battiato                                        | Franco Battiato e Giusto Pio                                    | Milva             |
| 1982 | Le donne                           | Franco Battiato                                        | Franco Battiato e Giusto Pio                                    | Milva             |
| 1982 | La passione secondo Milva          | Franco Battiato                                        | Franco Battiato e Giusto Pio                                    | Milva             |
| 1982 | In silenzio                        | Franco Battiato                                        | Franco Battiato e Giusto Pio                                    | Milva             |
| 1982 | Cristina's Day                     | Franco Battiato                                        | Franco Battiato e Giusto Pio                                    | Giusto Pio        |
| 1983 | Oppio                              | Franco Battiato, Sybil A. Mostert e Fleur Jaeggy       | Franco Battiato e Giusto Pio                                    | Sibilla           |
| 1983 | Rodolfo Valentino                  | Francesco P. Messina e Franco Battiato                 | Franco Battiato e Giusto Pio                                    | Farida            |
| 1983 | Cocco fresco, cocco bello          | Franco Battiato, Ombretta Colli e Francesco P. Messina | Franco Battiato e Giusto Pio                                    | Ombretta Colli    |
| 1983 | Evaristo                           | Franco Battiato e Ombretta Colli                       | Franco Battiato e Giusto Pio                                    | Ombretta Colli    |
| 1984 | Auto-Motion                        | Franco Battiato e Saro Cosentino                       | Franco Battiato e Giusto Pio                                    | Giusto Pio        |
| 1988 | Che cosa resterà di me             | Franco Battiato                                        | Franco Battiato                                                 | Gianni Morandi    |
| 1989 | Una storia inventata               | Franco Battiato e Michele Pecora                       | Franco Battiato e Giusto Pio                                    | Milva             |
| 1989 | I processi del pensiero            | Franco Battiato e Juri Camisasca                       | Franco Battiato                                                 | Milva             |
| 1989 | Le vittime del cuore               | Franco Battiato                                        | Franco Battiato                                                 | Milva             |
| 1989 | La piramide di Cheope              | Franco Battiato e Fleur Jaeggy                         | Franco Battiato                                                 | Milva             |
| 1998 | Emma Bovary                        | Franco Battiato e Manlio Sgalambro                     | Franco Battiato                                                 | Patty Pravo       |
| 2003 | For Me                             | Tony Esposito e Franco Battiato                        | Tony Esposito e Franco Battiato                                 | Tony Esposito     |
| 2004 | Night and Storms                   | Franco Battiato                                        | Franco Battiato e Gianni Maroccolo                              | Gianni Maroccolo  |
| 2008 | Il movimento del dare              | Franco Battiato e Manlio Sgalambro                     | Franco Battiato                                                 | Fiorella Mannoia  |
| 2009 | Marie ti amiamo                    | Franco Battiato, Manlio Sgalambro e Carmen Consoli     | Franco Battiato e Carmen Consoli                                | Carmen Consoli    |
| 2012 | Eri con me                         | Franco Battiato e Manlio Sgalambro                     | Franco Battiato                                                 | Alice             |
| 2013 | Devo                               | Franco Battiato                                        | Franco Battiato                                                 | Fabio Cinti       |
| 2014 | Veleni                             | Franco Battiato e Manlio Sgalambro                     | Franco Battiato                                                 | Alice             |
| 2015 | Aria di cambiamento                | Franco Battiato e Juri Camisasca                       | Franco Battiato e Juri Camisasca                                | Biagio Antonacci  |

### Musica
| Anno | Titolo                              | Autori del testo                        | Autori della musica                                                | Interprete                        |
| ---- | ----------------------------------- | --------------------------------------- | ------------------------------------------------------------------ | --------------------------------- |
| 1967 | Gulp gulp                           | Umberto Simonetta e Italo Terzoli       | Giorgio Gaber, Renato Angiolini e Franco Battiato                  | Giorgio Gaber                     |
| 1969 | Sirena                              | Herbert Pagani                          | Guido Lamorgese e Franco Battiato                                  | Maurizio                          |
| 1971 | Shangrj-la                          | Rossella Conz                           | Pino Massara e Franco Battiato                                     | Capsicum Red                      |
| 1971 | Avanti                              | Piero De Rossi                          | Mino Di Martino, Vince Tempera e Franco Battiato                   | I Giganti                         |
| 1972 | Frontiere                           | Rossella Conz                           | Pino Massara e Franco Battiato                                     | Genco Puro & Co.                  |
| 1972 | Campane a Rotterdam                 | Rossella Conz                           | Pino Massara e Franco Battiato                                     | Genco Puro & Co.                  |
| 1972 | Come un fiume                       | Rossella Conz                           | Pino Massara e Franco Battiato                                     | Genco Puro & Co.                  |
| 1972 | Giorno d'estate                     | Rossella Conz                           | Pino Massara e Franco Battiato                                     | Genco Puro & Co.                  |
| 1972 | Nebbia                              | Rossella Conz                           | Pino Massara e Franco Battiato                                     | Genco Puro & Co.                  |
| 1972 | Pioggia                             | Rossella Conz                           | Pino Massara e Franco Battiato                                     | Genco Puro & Co.                  |
| 1972 | Accendo la mia radio                | Rossella Conz                           | Pino Massara e Franco Battiato                                     | Genco Puro & Co.                  |
| 1972 | Burattini                           | Rossella Conz                           | Franco Battiato e Antonio R. Pirolli                               | Genco Puro & Co.                  |
| 1972 | Egypt Israel                        | Rossella Conz                           | Pino Massara e Franco Battiato                                     | Genco Puro & Co.                  |
| 1973 | Hajenhanhowa                        | Marco Zoccheddu                         | Pino Massara, Franco Battiato e Antonio R. Pirolli                 | Osage Tribe                       |
| 1973 | It Is Reported                      | Rossella Conz                           | Pino Massara e Franco Battiato                                     | Osage Tribe                       |
| 1973 | Out Sight                           | Rossella Conz                           | Pino Massara e Franco Battiato                                     | Genco Puro & Co.                  |
| 1979 | Roma                                | Alfredo Cohen                           | Franco Battiato e Giusto Pio                                       | Alfredo Cohen                     |
| 1980 | Bazar                               | Alice Visconti                          | Franco Battiato e Giusto Pio                                       | Alice                             |
| 1980 | Lenzuoli bianchi                    | Alice Visconti                          | Franco Battiato, Alice Visconti e Giusto Pio                       | Alice                             |
| 1980 | Sera                                | Alice Visconti                          | Franco Battiato, Alice Visconti e Giusto Pio                       | Alice                             |
| 1980 | Bael                                | Alice Visconti                          | Franco Battiato e Giusto Pio                                       | Alice                             |
| 1980 | Rumba Rock                          | Alice Visconti                          | Franco Battiato e Giusto Pio                                       | Alice                             |
| 1981 | A te...                             | Alice Visconti                          | Franco Battiato, Alice Visconti e Giusto Pio                       | Alice                             |
| 1981 | Non ti confondere amico             | Alice Visconti                          | Franco Battiato, Alice Visconti e Giusto Pio                       | Alice                             |
| 1981 | Una notte speciale                  | Alice Visconti                          | Franco Battiato, Alice Visconti e Giusto Pio                       | Alice                             |
| 1981 | Senza cornice                       | Alice Visconti                          | Franco Battiato, Alice Visconti e Giusto Pio                       | Alice                             |
| 1981 | Momenti d'ozio                      | Alice Visconti                          | Franco Battiato, Francesco P. Messina, Alice Visconti e Giusto Pio | Alice                             |
| 1981 | Tramonto urbano                     | Alice Visconti                          | Franco Battiato, Alice Visconti e Giusto Pio                       | Alice                             |
| 1982 | Chan-son egocentrique               | Francesco P. Messina e Tommaso Tramonti | Franco Battiato                                                    | Alice                             |
| 1982 | A cosa pensi                        | Massimo Gallerani                       | Franco Battiato e Giusto Pio                                       | Milva                             |
| 1982 | Legione straniera                   |                                         | Franco Battiato, Giusto Pio e Filippo Destrieri                    | Giusto Pio                        |
| 1982 | Ostinato                            |                                         | Franco Battiato e Giusto Pio                                       | Giusto Pio                        |
| 1982 | Eritrea's                           |                                         | Franco Battiato e Giusto Pio                                       | Giusto Pio                        |
| 1982 | Celestial Tibet                     |                                         | Franco Battiato e Giusto Pio                                       | Giusto Pio                        |
| 1982 | Giardino segreto                    |                                         | Franco Battiato, Giusto Pio e Johann Sebastian Bach                | Giusto Pio                        |
| 1982 | Totem                               |                                         | Franco Battiato e Giusto Pio                                       | Giusto Pio                        |
| 1982 | Aria di un tempo                    |                                         | Franco Battiato e Giusto Pio                                       | Giusto Pio                        |
| 1983 | Sud Africa                          | Sibyl A. Mostert                        | Franco Battiato e Giusto Pio                                       | Sibilla                           |
| 1983 | Svegliami                           | Sybil A. Mostert                        | Franco Battiato e Giusto Pio                                       | Sibilla                           |
| 1983 | Sex Appeal To Europe                | Sybil A. Mostert                        | Franco Battiato e Giusto Pio                                       | Sibilla                           |
| 1983 | Oceano indiano                      | Francesco P. Messina                    | Franco Battiato                                                    | Farida                            |
| 1983 | Gente a lavoro                      |                                         | Franco Battiato e Giusto Pio                                       | Giusto Pio                        |
| 1983 | Happy Morning                       |                                         | Franco Battiato e Giusto Pio                                       | Giusto Pio                        |
| 1983 | Radio taxi                          |                                         | Franco Battiato e Giusto Pio                                       | Giusto Pio                        |
| 1983 | Jour de fête                        |                                         | Franco Battiato e Giusto Pio                                       | Giusto Pio                        |
| 1983 | Passato e presente                  |                                         | Franco Battiato e Giusto Pio                                       | Giusto Pio                        |
| 1983 | El condor                           |                                         | Franco Battiato e Giusto Pio                                       | Giusto Pio                        |
| 1983 | Restoration                         |                                         | Franco Battiato, Giusto Pio e Gabriel Fauré                        | Giusto Pio                        |
| 1996 | Il ritorno del soldato              | Manlio Sgalambro                        | Franco Battiato, Giuni Russo e Maria A. Sisini                     | Giuni Russo                       |
| 2003 | Con parole mie                      | Umberto Broccoli                        | Franco Battiato                                                    | Umberto Broccoli                  |
| 2008 | Il tempo stesso                     | Tiziano Ferro                           | Franco Battiato e Tiziano Ferro                                    | Tiziano Ferro                     |
| 2010 | Non conosco nessun Patrizio         | Manlio Sgalambro                        | Franco Battiato e Juri Camisasca                                   | Milva                             |
| 2011 | Ho fiducia nella giustizia italiana | Manlio Sgalambro                        | Franco Battiato e Gianni Mocchetti                                 | Gianni Mocchetti e Silvia Perlini |
| 2016 | Ho vinto io                         | Giulio Petruccelli                      | Franco Battiato e Giulio Petruccelli                               | Irene Fargo                       |

### Testo
| Anno | Titolo                      | Autori del testo | Autori della musica                                                      | Interprete                |
| ---- | --------------------------- | --- | ------------------------------------------------------------------------ | ------------------------- |
| 1969 | Ed ho idea                  | Franco Battiato | Giorgio Logiri                                                           | La Metamorfosi            |
| 1969 | Scusa, eh!                  | Franco Battiato | Giorgio Logiri                                                           | La Metamorfosi            |
| 1969 | Lume di candela             | Franco Battiato | Giorgio Logiri                                                           | Daniela Ghibli            |
| 1981 | L'addio                     | Franco Battiato e Ippolita Avalli                                                                                                 | Mino Di Martino                                                          | Giuni Russo               |
| 1993 | Musicisti strani            | Manolo García e Quimi Portet (testo originale) Franco Battiato (adattamento italiano)                                             | Manolo García e Quimi Portet                                             | El Último de la Fila      |
| 1994 | Moto perpetuo               | Franco Battiato e Luca Madonia | Luca Madonia                                                             | Luca Madonia              |
| 2000 | Nuvole nere                 | Franco Battiato e Juri Camisasca                                                                                                  | Franz Di Cioccio, Flavio Premoli, Franco Mussida e Patrick Djivas        | Premiata Forneria Marconi |
| 2009 | La canzone della galassia   | Eric Idle e Trevor Jones (testo originale) Franco Battiato e Manlio Sgalambro (adattamento italiano)                              | Eric Idle e Trevor Jones                                                 | Manlio Sgalambro          |
| 2011 | Facciamo finta che sia vero | Franco Battiato e Manlio Sgalambro                                                                                                | Nicola Piovani                                                           | Adriano Celentano         |
| 2014 | In entrambi i casi          | Anne Ducros (testo originale) Franco Battiato (adattamento italiano)                                                              | Anne Ducros, Gilles Nicolas e Benoît De Mesmay                           | Anne Ducros               |
| 2014 | Tante belle cose            | Anne Marie Daniel Pascale, Alain Guy Lubrano e Françoise Madeleine Hardy (testo originale) Franco Battiato (adattamento italiano) | Anne Marie Daniel Pascale, Alain Guy Lubrano e Françoise Madeleine Hardy | Alice                     |

## Brani solo arrangiati o prodotti per altri interpreti
| Anno | Album                                        | Brano                                                    | Interprete                      |
| ---- | -------------------------------------------- | -------------------------------------------------------- | ------------------------------- |
| 1977 | singolo                                      | Pop Star                                                 | Ombretta Colli                  |
| 1977 | Come barchette dentro un tram                | I vecchi omosessuali                                     | Alfredo Cohen                   |
| 1977 | Come barchette dentro un tram                | Tremilalire                                              | Alfredo Cohen                   |
| 1977 | Come barchette dentro un tram                | Il signor pudore                                         | Alfredo Cohen                   |
| 1977 | Come barchette dentro un tram                | Non ho ricchezze non ho paesi non ho tesori non ho città | Alfredo Cohen                   |
| 1977 | Come barchette dentro un tram                | La mia virilità                                          | Alfredo Cohen                   |
| 1977 | Come barchette dentro un tram                | Edipuccio e li briganti psicanalisti                     | Alfredo Cohen                   |
| 1977 | Come barchette dentro un tram                | Come barchette dentro un tram                            | Alfredo Cohen                   |
| 1977 | Come barchette dentro un tram                | Dolce ragazzo vai componi prati                          | Alfredo Cohen                   |
| 1977 | Come barchette dentro un tram                | Signor tenente                                           | Alfredo Cohen                   |
| 1978 | Polli d'allevamento                          | Introduzione (prosa)                                     | Giorgio Gaber                   |
| 1978 | Polli d'allevamento                          | Timide variazioni                                        | Giorgio Gaber                   |
| 1978 | Polli d'allevamento                          | Chissà nel socialismo                                    | Giorgio Gaber                   |
| 1978 | Polli d'allevamento                          | Prima dell'amore (prosa)                                 | Giorgio Gaber                   |
| 1978 | Polli d'allevamento                          | L'esperienza                                             | Giorgio Gaber                   |
| 1978 | Polli d'allevamento                          | La pistola                                               | Giorgio Gaber                   |
| 1978 | Polli d'allevamento                          | I padri miei                                             | Giorgio Gaber                   |
| 1978 | Polli d'allevamento                          | I padri tuoi                                             | Giorgio Gaber                   |
| 1978 | Polli d'allevamento                          | Gli oggetti (prosa)                                      | Giorgio Gaber                   |
| 1978 | Polli d'allevamento                          | La festa                                                 | Giorgio Gaber                   |
| 1978 | Polli d'allevamento                          | Situazione donna (prosa)                                 | Giorgio Gaber                   |
| 1978 | Polli d'allevamento                          | Eva non è ancora nata                                    | Giorgio Gaber                   |
| 1978 | Polli d'allevamento                          | Dopo l'amore (prosa)                                     | Giorgio Gaber                   |
| 1978 | Polli d'allevamento                          | L'uomo non è fatto per stare solo                        | Giorgio Gaber                   |
| 1978 | Polli d'allevamento                          | Polli d'allevamento                                      | Giorgio Gaber                   |
| 1978 | Polli d'allevamento                          | Il palazzo (prosa)                                       | Giorgio Gaber                   |
| 1978 | Polli d'allevamento                          | Salviamo 'sto paese                                      | Giorgio Gaber                   |
| 1978 | Polli d'allevamento                          | Guardatemi bene                                          | Giorgio Gaber                   |
| 1978 | Polli d'allevamento                          | Quando è moda è moda                                     | Giorgio Gaber                   |
| 1978 | Polli d'allevamento                          | Finale (prosa)                                           | Giorgio Gaber                   |
| 1979 | Take Me Back                                 | Srita Kamala                                             | Michael Cassidy                 |
| 1979 | singolo                                      | Non ci sono più uomini                                   | Ombretta Colli                  |
| 1979 | singolo                                      | Sono ancora viva                                         | Ombretta Colli                  |
| 1980 | Capo Nord                                    | Sarà                                                     | Alice                           |
| 1980 | Capo Nord                                    | Una sera di novembre                                     | Alice                           |
| 1981 | Alice                                        | Non devi avere paura                                     | Alice                           |
| 1982 | singolo                                      | Bing Bang Being                                          | Giuni Russo                     |
| 1982 | singolo                                      | Angeli e dinosauri                                       | Terra Di Benedetto              |
| 1983 | singolo                                      | Alta tensione                                            | Sibilla                         |
| 1983 | singolo                                      | Plaisir d'amour                                          | Sibilla                         |
| 1984 | singolo                                      | Le biciclette di Forlì                                   | Alice                           |
| 1985 | Colpi di fulmine                             | Vorrei svegliarti                                        | Eugenio Finardi                 |
| 1989 | Svegliando l'amante che dorme                | Potemkin                                                 | Milva                           |
| 1989 | Svegliando l'amante che dorme                | Angelo del Rock                                          | Milva                           |
| 1994 | Se fossi più simpatica sarei meno antipatica | Se fossi più simpatica sarei meno antipatica             | Giuni Russo                     |
| 1999 | Arcano enigma                                | Zodiaco                                                  | Juri Camisasca                  |
| 1999 | Arcano enigma                                | L'evidenza di un amore                                   | Juri Camisasca                  |
| 1999 | Arcano enigma                                | Tocchi terra tocchi Dio                                  | Juri Camisasca                  |
| 1999 | Arcano enigma                                | Non cercarti fuori                                       | Juri Camisasca                  |
| 1999 | Arcano enigma                                | Vegetarian Song                                          | Juri Camisasca                  |
| 1999 | Arcano enigma                                | Sant'Agostino                                            | Juri Camisasca                  |
| 1999 | Arcano enigma                                | Polvere e diamanti                                       | Juri Camisasca                  |
| 1999 | Arcano enigma                                | Ecce Panis                                               | Juri Camisasca                  |
| 1999 | Arcano enigma                                | Erranti stelle                                           | Juri Camisasca                  |
| 1999 | Arcano enigma                                | Arcano enigma                                            | Juri Camisasca                  |
| 2001 | Amore nel pomeriggio                         | Il cuoco di Salò                                         | Francesco De Gregori            |
| 2001 | Fun club                                     | Non dimenticar le mie parole                             | Manlio Sgalambro                |
| 2001 | Fun club                                     | Me gustas tú                                             | Manlio Sgalambro                |
| 2001 | Fun club                                     | Donna                                                    | Manlio Sgalambro                |
| 2001 | Fun club                                     | We Have All the Time in the World                        | Manlio Sgalambro                |
| 2001 | Fun club                                     | Camminando sotto la pioggia                              | Manlio Sgalambro                |
| 2001 | Fun club                                     | La vie en rose                                           | Manlio Sgalambro                |
| 2001 | Fun club                                     | As Time Goes By                                          | Manlio Sgalambro                |
| 2001 | Fun club                                     | La mer                                                   | Manlio Sgalambro                |
| 2001 | Fun club                                     | Cheek to Cheek                                           | Manlio Sgalambro                |
| 2001 | Fun club                                     | Parlami d'amore Mariù                                    | Manlio Sgalambro                |
| 2001 | Fun club                                     | Moon River                                               | Manlio Sgalambro                |
| 2001 | Fun club                                     | Ciao Pussycat                                            | Manlio Sgalambro                |
| 2001 | Fun club                                     | Bachianas brasileira                                     | Manlio Sgalambro                |
| 2002 | Signorina Romeo Live                         | Ciao amore ciao                                          | Giuni Russo                     |
| 2002 | Signorina Romeo Live                         | Vieni                                                    | Giuni Russo                     |
| 2003 | Morirò d'amore                               | Morirò d'amore                                           | Giuni Russo                     |
| 2003 | Morirò d'amore                               | Una rosa è una rosa                                      | Giuni Russo                     |
| 2003 | Morirò d'amore                               | Moro perché non moro                                     | Giuni Russo                     |
| 2003 | Morirò d'amore                               | Amore intenso                                            | Giuni Russo                     |
| 2006 | Amara terra mia                              | Amara terra mia                                          | Radiodervish                    |
| 2009 | Angeli di solitudine                         | Luna di marzo                                            | Albergo Intergalattico Spaziale |
| 2017 | Nino D'Angelo 6.0                            | L'ultrà                                                  | Nino D'Angelo                   |
| 2020 | Manzamà                                      | Lassami dòrmiri                                          | Fratelli Mancuso                |
| 2020 | Manzamà                                      | Occhi di vitru                                           | Fratelli Mancuso                |
| 2020 | Manzamà                                      | Rosa di carta                                            | Fratelli Mancuso                |
| 2020 | Manzamà                                      | Un velu d'aria                                           | Fratelli Mancuso                |
| 2021 | Passaggi                                     | All'improvviso                                           | Davide Peron                    |
| 2021 | Passaggi                                     | Beate voi stelle                                         | Davide Peron                    |
| 2021 | Passaggi                                     | Lieve                                                    | Davide Peron                    |

## Remix
- 2007 – Il vuoto (Heavy Mental Mix)
- 2007 – Krisma – Isola
- 2009 – Per Grazia Ricevuta – ConFusione

## Album prodotti
- 1974 – Juri Camisasca – La finestra dentro
- 1978 – Giusto Pio – Motore immobile
- 1979 – Michele Fedrigotti e Danilo Lorenzini – I fiori del sole
- 1979 – Raul Lovisoni e Francesco Messina – Prati Bagnati del Monte Analogo
- 1981 – Giuni Russo – Energie
- 1982 – Milva – Milva e dintorni
- 1982 – Francesco Messina – La vera storia di Kass Kass il piccolo scoiattolo
- 1985 – Michèle Thomasson – L'Enfance Inspiratrice
- 1985 – A'sciara – Fill/Maren
- 1989 – Milva – Svegliando l'amante che dorme
- 1989 – Denovo – Venuti dalle Madonie a cercar Carbone
- 1996 – Franco Battiato – L'imboscata
- 1998 – Franco Battiato – Gommalacca
- 1999 – Juri Camisasca – Arcano enigma
- 1999 – Franco Battiato – Fleurs
- 2000 – Franco Battiato – Campi magnetici
- 2001 – Franco Battiato – Ferro battuto
- 2001 – Manlio Sgalambro – Fun club
- 2002 – Franco Battiato – Fleurs 3
- 2003 – Franco Battiato – Last Summer Dance
- 2004 – Franco Battiato – Dieci stratagemmi
- 2007 – Franco Battiato – Il vuoto
- 2007 – Radiodervish – L'immagine di te
- 2008 – Franco Battiato – Fleurs 2
- 2009 – Per Grazia Ricevuta – ConFusione
- 2009 – Franco Battiato – Inneres Auge
- 2010 – Milva – Non conosco nessun Patrizio
- 2012 – Franco Battiato – Apriti sesamo
- 2014 – Franco Battiato – Joe Patti's experimental group

## Album tributo
- 1985 – Alice – Gioielli rubati
- 1996 – AA.VV. – Battiato non Battiato
- 2004 – AA.VV. – Voli imprevedibili
- 2004 – AA.VV. – What's Your Function? A Tribute To Franco Battiato
- 2005 – Gianni Mocchetti – Beta
- 2010 – Milva – Non conosco nessun Patrizio
- 2014 – Arturo Stalteri – In sete altere
- 2015 – I cancelli della memoria – I cancelli della memoria
- 2018 – Fabio Cinti – La voce del padrone, Un adattamento gentile
- 2021 – AA.VV. – Invito al viaggio. Concerto per Franco Battiato
- 2022 – Sentieri Selvaggi – Sentieri Selvaggi Plays Franco Battiato
- 2022 - Alice - Eri con me